# تريميثوبريم/سلفاميثوكسازول
تريميثوبريم/سلفاميثوكسازول (بالإنجليزية: Trimethoprim/sulfamethoxazole)‏ ومختصره كو-تريموكسازول (بالإنجليزية: co-trimoxazole)‏ هو مضاد حيوي يستخدم لعلاج عدد من أنواع العدوى. يحتوي على جزء واحد من تريميثوبريم وخمسة أجزاء من سلفاميثوكسازول، وهو أحد الأدوية المدرجة على قائمة منظمة الصحة العالمية للأدوية الأساسية.

## الاستخدامات
الكائنات التي يمكن أن يكون تريميثوبريم/سلفاميثوكسازول فعالا في علاج عدواها:
- راكدة spp.
- إيروموناس هيدروفيلا  [لغات أخرى]‏
- مقلية/منتصلة spp.
- برتونيلة هنسيلية
- بورديتيلا شاهوقية (سعال ديكي)
- بروسيلا spp.
- Burkholderia cepacia
- بيركهولدرية رعامية (رعام)
- بيركهولدرية راعومية (راعوم)
- متدثرة تراخومية (داء المتدثرات)
- Chryseobacterium meningosepticum
- الليمونية spp.
- أمعائية spp.
- إشريكية قولونية
- مستدمية نزلية
- Hafnia alvei
- Kingella spp.
- كلبسيلة حبيبية الشكل
- كلبسيلة رئوية
- فيلقية spp.
- لستيريا مولدة للوحيدات (داء الليستريات)
- موراكسيلة نزلية
- مورغانيلة مورغانية
- متفطرة سلية (سل)
- نيسرية بنية (سيلان)
- نيسرية سحائية (مرض المكورات السحائية)
- نوكاردية spp.
- Plesiomonas shigelloides
- متكيسة رئوية جؤجؤية
- متقلبة رائعة
- متقلبة شائعة
- Providencia rettgeri
- بروفيدنسية ستيوارتية  [لغات أخرى]‏
- سالمونيلا تيفية (حمى التيفوئيد)
- Non-typhi سلمونيلا
- سراتية spp.
- شيغيلا spp.
- مكورة عنقودية ذهبية
- عنقودية بشروية
- عنقودية رمامية
- Stenotrophomonas maltophilia
- عقدية قاطعة للدر
- معوية البراز
- مكورة رئوية
- عقدية مقيحة
- العقديات المخضرة
- مقوسة غوندية (داء المقوسات)
- Tropheryma whippelii (داء ويبل)
- ضمة الكوليرا (كوليرا)
- يرسينيا القولون
- يرسينيا طاعونية (طاعون دملي)
- يرسينية سلية كاذبة

تعد المفطورات الكائنات الوحيدة الملفتة للنظر المقاومة له وكذلك فرنسيسيلة تولارية (المسبب لداء توليري).
| الاستخدام                                                  | FDA         | TGA         | MHRA | مصادر حول الاستخدام                              |
| ---------------------------------------------------------- | ----------- | ----------- | ---- | ------------------------------------------------ |
| التفاقم الحاد لداء الانسداد الرئوي المزمن                  | نعم         | لا          | لا   | .                                                |
| للوقاية من العدوى عند المصابين بفيروس العوز المناعي البشري | لا          | لا          | لا   | [ 11 ]                                           |
| التهاب الأذن الوسطى                                        | للأطفال فقط | لا          | نعم  | [ 12 ] [ 13 ]                                    |
| للوقاية من إسهال المسافرين وعلاجه                          | نعم         | لا          | لا   | [ 14 ] [ 15 ] [ 16 ]                             |
| عدوى الجهاز البولي                                         | نعم         | لا          | نعم  | [ 8 ]                                            |
| 'عدوى جرثومية'                                             |             |             |      |                                                  |
| حب الشباب                                                  | لا          | لا          | لا   | [ 17 ]                                           |
| لستيريا                                                    | لا          | نعم         | لا   | .                                                |
| راعوم                                                      | لا          | نعم         | لا   | [ 18 ] [ 19 ] [ 20 ]                             |
| السعال الديكي                                              | لا          | لا          | لا   | [ 21 ]                                           |
| زحار                                                       | نعم         | نعم         | لا   | [ 22 ] [ 23 ]                                    |
| عدوى المكورات العنقودية الذهبية                            | لا          | لا          | لا   | [ 24 ] [ 25 ] [ 26 ] [ 27 ] [ 28 ] [ 29 ] [ 30 ] |
| السل                                                       | لا          | لا          | لا   | [ 31 ] [ 32 ] [ 33 ]                             |
| داء ويبل                                                   | لا          | لا          | لا   | [ 34 ] [ 35 ] [ 36 ]                             |
| 'عدوى الفطريات والأوليات'                                  |             |             |      |                                                  |
| داء متماثلات البوائغ                                       | لا          | لا          | لا   | [ 37 ]                                           |
| ملاريا                                                     | لا          | لا          | لا   | [ 38 ]                                           |
| الالتهاب الرئوي بالمتكيسة الجؤجؤية                         | نعم         | نعم         | نعم  | [ 39 ] [ 40 ]                                    |
| داء المقوسات                                               | نعم         | للوقاية فقط | نعم  | [ 41 ] [ 42 ] [ 43 ] [ 44 ] [ 45 ] [ 46 ]        |
| 'استخدامات أخرى'                                           |             |             |      |                                                  |
| ورام حبيبي ويغنري                                          | لا          | لا          | لا   | [ 47 ] [ 48 ]                                    |

## الحمل واللإرضاع
استعماله خلال الحمل ممنوع، وبالخصوص خلال الثلث الأول من فترة الحمل وخلال 12 أسبوع قبل الحمل، حيث أنه مرتبط بزيادة احتمال حدوث التشوهات الخلقية وخصوصاً التشوهات المرتبطة بنقص حمض الفوليك عند الام، (ويحتمل أن هذا مرتبط بطريقة عمل كو-تريموكسازول) ، مثل تشوهات الحبل الشوكي (عيب الأنبوب العصبي) مثل السنسنة المشقوقة وتشوهات قلبية وعائية (مثل شذوذ إبشتاين) وتشوهات القناة البولية والشق الفموي. ، واستخدامه في فترات لاحقة خلال الحمل، يزيد فرص حصول الطلق المبكر وانخفاض وزن المولود.
دراسات على الحيوانات اظهرت النتائج غير المشجعة ذاتها.
كما أن هذا الدواء يفرز مع حليب الأم، لذلك ينصح بعدم تناوله خلال فترة الإرضاع.

## الأسماء التجارية
كو-تريموكسازول يتصنع ويباع من قبل شركات متعددة، هذه القائمة من الأسماء التجارية غير مكتملة :
- باكتريم، باكتريميل (Bactrim),(Bactrimel) .
- باكتروم (Bactrom) .
- بيباكتن (Bibactin)
- بيسيبتول (Biseptol) .
- كو-تريموكسازول (co-trimoxazole) .
- كوتريم (Cotrim) .
- إنفيكترين (Infectrin) .
- بريموترين (Primotren) .
- سانبريما (Sanprima) .
- سيبترا (Septra) .
- سيبترام (Septram) .
- سلفاتريم (Sulfatrim) .
- تريسول (Trisul) .
- فاكتريم (Vactrim) .

## الآثار الجانبية

### موانع الاستعمال
موانع الاستعمال تتضمن ما يلي:
- حساسية معروفة للتريميثوبريم أو سلفوناميدات أو أي مكونات أخرى بالتحضيرة الدوائية.
- الحمل، بالذات بالفترة التي تسبق الولادة.
- فشل كبدي حاد أو يرقان أو تضرر في خلايا الكبد بشكل واضح.
- مشاكل دموية جدية أو برفيريا
- فشل كلوي حاد، بحيث أنه لا يمكن إجراء قياسات متكررة للتراكيز بالبلازما.

يجب تجنب إعطاء كو-تريموكسازول للمواليد الجدد خلال أول 6 أسابيع من العمر، باستثناء حالات علاج أو الوقاية من المتكيسة الرئوية الجؤجؤية (باللاتينية: Pneumocystis jirovecii، سابقا كانت تسمى Pneumocystis carinii) للأطفال من عمر 4 أسابيع أو أكثر.

### التفاعلات
ينصح بعدم استعماله لدى المرضى الذين يأخذون هذه الأدوية في نفس الوقت:
- مثبط الإنزيم المحول للانجيوتنسين مثل كابتوبريل وراميبريل وإنالابريل وبيريندوبريل وليزينوبريل، بسبب احتمال زيادة تركيز البوتاسيوم بالدم.[52][52]
- بريلوكين، خطر إضافي لميتهيموغلوبينية الدم.
- مضادات اضطراب النظم مثل أميودارون (لزيادة خطورة اضطرابات نظم دقات القلب البطيني) ودوفيتيليد (زيادة خطورة إطالة فترة كيو تي في التخطيط القلبي)
- مضادات البكتيريا مثل:
  - دابسون، يزيد كمية الدوائين في البلازما
  - ميثينامين، يزيد من مخاطر الإصابة ببيلة البلورات
  - ريفامبيسين، لأنه يؤدي إلى زيادة نسبة الريفامبيسين بالبلازما بينما تنقص كمية التريميثوبريم.
- مضادات التخثر مثل وارفارين وأسينوكومارول، لأن تأثير هذين الدوائين يزداد عند استخدام هذه التركيبة.
- سلفونيل يوريا، يزداد التأثير.
- فينيتوين، يزداد عمر النصف.
- مضادات الفولات مثل بيريميثامين وبروغوانيل وميثوتركسيت التي تزيد من فرصة حدوث بعض الآثار الجانبية المصاحبة مثل تسمم نخاع العظم. يجب الاخذ بعين الاعتبار إعطاء مكملات من حمض الفوليك، كما أن هناك خطرا معتبرا لحدوث فقر الدم الضخم الأرومات، خاصة عند تناول بيريميثامين بجرعات تتعدى 25 ملغ في الأسبوع.
- الأدوية المضادة للفيروسات، مثل:
  - لاميفودين، زيادة تركيزه في البلازما
  - زالسيتابين، زيادة تركيزه في البلازما
  - زيدوفودين، زيادة فرصه حدوث أعراض جانبية في الدم.
- بروكيناميد و/أو أمانتادين، يمكن أن تزداد تراكيزها في البلازما بشكل آحادي أو ثنائي .
- كلوزابين ومضادات الذهان، زياده خطورة حدوث آثار جانبية بالدم.
- مضادات السرطان من نوع مماثلات النيوكليوسيد، مثل: آزاثيوبرين ومركابتوبورين، حيث تزداد فرصة حصول تسمم دموي.
- ديجوكسين، زيادة تركيز الديجوكسين في نسبة من المرضى كبار السن.
- مدرات البول، المرضى كبار السن الذين يتعاطون مدرات من نوع الثيازيد وكذلك كو-تريموكسازول فهم معرضون لخطر أعلى للإصابة قلة الصفيحات.
- سيكلوسبورين، المرضى الذين تلقوا زراعة الكلى، ويتعاطون معه كو-تريموكسازول في نفس الوقت، فهم معرضون لخطر أكبر لتراجع في وظيفة الكلى.
- أمينوبينزوات البوتاسيوم يثبط عمل السلفوناميد مثل سلفاميثوكسازول.
- الفحوص المخبرية: تمت ملاحظة تداخل تريميثوبريم وسلفاميثوكسازول مع بعض الفحوص التشخيصية، مثل : مستوى ميثوتريكسات بالبلازما ونسبة الكرياتينين بالبلازما وأيضاً اليوريا والغلوكوز في البول وفحوص اليوروبيلينوجين.

### الجرعة الزائدة
العلامات المتوقعة للتسمم تتضمن:
- غثيان
- صداع
- تراجع في عمل نخاع العظم
- دوخة
- استفراغ
- تراجع في الحالة العقلية
- فقدان الوعي
- فقدان الشهية
- ارتباك
- فقدان الوعي
- ألم قولوني

### المعالجة الموصى بها للجرعة الزائدة تتضمن
- تناول كربون نشط
- غسيل للمعدة.
- اجراءات داعمة عامة.
- غسيل للدم، له كفاءة متوسطة لتنظيف البلازما من كو-تريموكسازول.
- معالجة بفولينات الكالسيوم في حالات الاعتلالات الدموية.
- إجبار تناول سوائل فموية.
- تحويل البول الي مادة قاعدية، قد ينقص من سمية السلفاميثوكسازول، لكن قد يزيد من سمية تريميثوبريم.[51]

## علم الادوية
وصفت العلاقة التكاملية بين تريميثوبريم وسلفاميثوكسازول أول مرة في أواخر عقد 1960.
لتريميثوبريم وسلفاميثوكسازول تأثير أكبر عند استخدامهما معاً من تأثيرهما كلا على حدة، لأنهما يثبطان خطوات متعاقبة في مسار تصنيع حمض الفولات، ويعطيان بنسبة واحد إلى خمسة في شكلهم القرصي، لذلك عندما يدخلان الجسم تكون تراكيزهما بالدم والانسجة تقريباً واحد إلى عشرين، وهي النسبة الصحيحة المطلوبة لتأثيرهما التكميلي.
سلفاميثوكسازول، وهو سلفوناميد، يعطي تأثيره العلاجي من خلال تداخله في التصنيع داخل الخلوي للفولات داخل الكائنات الميكروبية، مثل الفطريات والبكتيريا والبروتوزوا، وهو يفعل ذلك من خلال تنافسه مع حمض 4-أمينوبنزويك في عملية التصنيع الحيوي لثنائي الهيدروفولات.
يعمل تريميثوبريم مثبطا تنافسيا لإنزيم اختزال ثنائي هيدرو الفولات، أي تثبيط التصنيع داخل الخلوي للهيدروفولات الرباعي، وهو الشكل الفعال حيوياً من الفولات.
تأثير التريميثوبريم يسبب تراكم ثنائي الهيدروفولات، وهذا التراكم يستطيع العمل ضد التأثير التثبيطي للدواء على التصنيع الحيوي للهيدوفولات الرباعي، وهنا يأتي مكان عمل السلفوميثوكسازول، ودوره في استنفاذ الزائد من الهيدروفولات الثنائي عن طريق منع تصنيعه منذ البداية.